# Olios fasciculatus
Olios fasciculatus är en spindelart som beskrevs av Simon 1880. Olios fasciculatus ingår i släktet Olios och familjen jättekrabbspindlar. Inga underarter finns listade i Catalogue of Life.